# FAM156A
FAM156A (англ. Family with sequence similarity 156 member B) – білок, який кодується однойменним геном, розташованим у людей на X-хромосомі. Довжина поліпептидного ланцюга білка становить 213 амінокислот, а молекулярна маса — 24 412.
| 10         |  | 20         |  | 30         |  | 40         |  | 50         |
| ---------- |  | ---------- |  | ---------- |  | ---------- |  | ---------- |
| MDPLQKRNPA |  | SPSKSSPMTA |  | AETSQEGPAP |  | SQPSYSEQPM |  | MGLSNLSPGP |
| GPSQAVPLPE |  | GLLRQRYREE |  | KTLEERRWER |  | LEFLQRKKAF |  | LRHVRRRHRD |
| HMAPYAVGRE |  | ARISPLGDRS |  | QNRFRCECRY |  | CQSHRPNLSG |  | IPGESNRAPH |
| PSSWETLVQG |  | LSGLTLSLGT |  | NQPGPLPEAA |  | LQPQETEEKR |  | QRERQQESKI |
| MFQRLLKQWL |  | EEN        |  |            |  |            |  |            |

A: Аланін

C: Цистеїн

D: Аспарагінова кислота

E: Глутамінова кислота

F: Фенілаланін

G: Гліцин

H: Гістидин

I: Ізолейцин

K: Лізин

L: Лейцин

M: Метіонін

N: Аспарагін

P: Пролін

Q: Глутамін

R: Аргінін

S: Серин

T: Треонін

V: Валін

W: Триптофан

Кодований геном білок за функцією належить до фосфопротеїнів. 
Задіяний у такому біологічному процесі, як ацетилювання. 
Локалізований у мембрані.